# Wykrot (SIMC 0511172)
Wykrot – osada leśna w Polsce, położona w województwie mazowieckim, w powiecie ostrołęckim, w gminie Kadzidło.
W latach 1975–1998 miejscowość administracyjnie należała do województwa ostrołęckiego.

## Osady leśne o nazwie Wykrot w gminie Kadzidło
W gminie Kadzidło istnieją dwie miejscowości podstawowe typu osada leśna o nazwie Wykrot. Niniejszy artykuł dotyczy osady leśnej, która posiada identyfikator SIMC 0511172. Drugą z nich jest osada leśna Wykrot, która posiada identyfikator SIMC 0511166.